# Hermenèutica

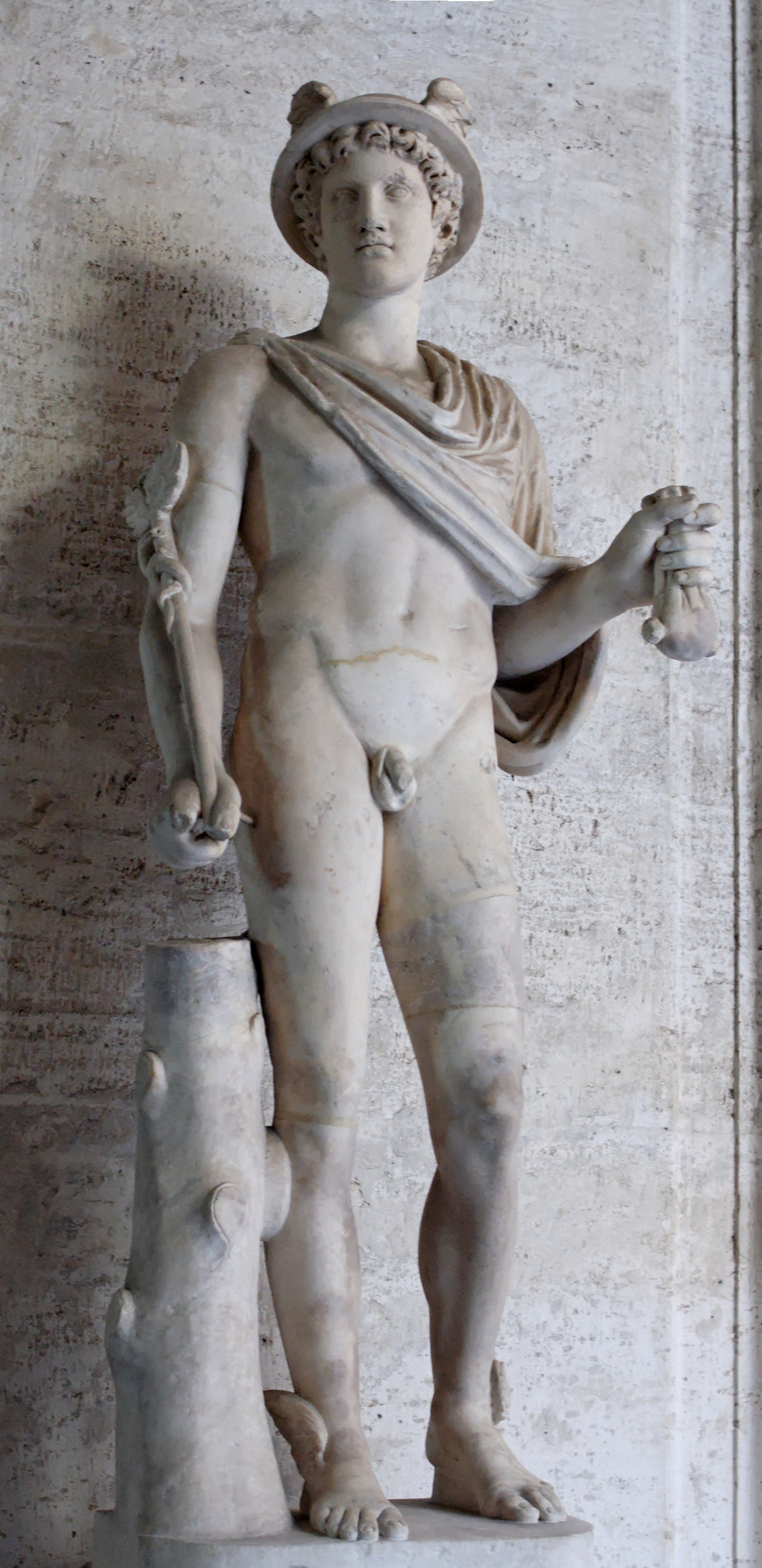
Hermes, missatger dels déus, origen del mot 'hermenèutica'

L'hermenèutica (del grec ἑρμηνευτικὴ τέχνη, 'art d'explicar, traduir o interpretar') és l'art d'interpretar texts, especialment el d'interpretar els texts sagrats.
La necessitat d'una disciplina hermenèutica ve donada per l'ambigüitat i la complexitat del llenguatge natural, que freqüentment condueixen a interpretacions diferents, o fins i tot contràries, en relació amb el significat d'un text. L'hermenèutica intenta desxifrar el significat darrere les paraules i, amb això, intenta l'exegesi de la raó mateixa sobre el significat.
En filosofia, particularment en la de Hans-Georg Gadamer, es considera que l'hermenèutica és la "teoria de la veritat i el mètode que expressa la universalització del fenomen interpretatiu des de la concreta i personal historicitat". Per a Mario Bunge, és la interpretació de texts en la teologia, la filologia i la crítica literària i, en la filosofia, és la "doctrina idealista segons la qual els fets socials i potser també els naturals són símbols o texts que s'han d'interpretar en lloc de descriure's i explicar-se objectivament".

## Etimologia
El terme hermenèutica prové del verb grec ἑρμηνεύειν que vol dir 'interpretar, declarar, anunciar, aclarir' i 'traduir'. Vol dir que alguna cosa es torna 'comprensible' o 'es porta a la comprensió'. Es considera que el terme deriva del nom del déu grec Hermes, el missatger, al qual els grecs atribuïen l'origen del llenguatge i l'escriptura i al qual consideraven patró de la comunicació i l'enteniment humà. El terme, originalment, expressava la comprensió i l'explicació d'una sentència obscura i enigmàtica dels déus o oracle, que necessitava una interpretació correcta.
El terme 'hermenèutica' deriva directament de l'adjectiu grec ἑρμηνευτικἡ, que significa 'relatiu al saber', 'explicatiu o interpretatiu', especialment de les Sagrades Escriptures, i del sentit de les paraules dels texts, així com l'anàlisi de la mateixa teoria o ciència bolcada en l'exegesi dels signes i del seu valor simbòlic.

## Evolució de l'hermenèutica

### Antecedents
Evèmer de Messene (segle IV aC) realitzà el primer intent d'interpretar racionalment les llegendes i els mites grecs, reduint el seu contingut a elements històrics i socials (evemerisme). Al segle vi aC, Teàgenes de Rhègion intentà una empresa semblant per interpretar-los de manera al·legòrica i extreure'n el sentit profund.

### Hermenèutica i teologia
Però l'origen dels estudis hermenèutics es troba realment en la teologia cristiana, en què l'hermenèutica té per objecte fixar els principis i normes que han d'aplicar-se en la interpretació dels llibres sagrats de la Bíblia que, com a revelats per Déu però composts per persones, posseïen dos significats diferents: el literal i l'espiritual, i aquest dividit en tres: l'anagògic, l'al·legòric i el moral:
- El sentit literal és el significat per les paraules de les Escriptures i descobert per l'exegesi filològica que segueix les regles de la justa interpretació.

| «                                                       | Et ita etiam nulla confusio sequitur in sacra Scriptura, cum omnes sensus fundentur super unum, scilicet litteralem. I d'aquesta manera no existeix confusió a les Escriptures, posat que tots els sentits es fonamenten en un, el literal | » |
| — Tomàs d'Aquino, Summa Theologiae I, q. 1, a. 10, ad 1 | |   |

- El sentit espiritual, infós per Déu en l'ésser humà segons la creença cristiana, dona un sentit religiós suplementari als signes, dividit en tres tipus diferents:
  - El sentit al·legòric, pel qual és possible als cristians adquirir una comprensió més profunda dels esdeveniments reconeixent la seva significació en Crist. Per exemple, podem relacionar el pas del mar Roig amb la victòria de Crist i el baptisme (1Co 10:2).[4]
  - El sentit moral, pel qual els esdeveniments narrats en l'Escriptura poden conduir a una manera d'obrar justa; la seva fi és la instrucció. (Ex: 1Co 10:11).[5]
  - El sentit anagògic (o sentit místic), pel qual els sants poden veure realitats i esdeveniments d'una significació eterna, que condueix els cristians cap a la pàtria celestial.

### Romanticisme i Friedrich Schleiermacher
Després de romandre reclosa durant bastants segles en l'àmbit de la teologia, l'hermenèutica s'obrí en l'època del romanticisme a tota mena de texts escrits. En aquest context, se situa Friedrich Schleiermacher (1768-1834), que veié en la tasca hermenèutica un procés de reconstrucció de l'esperit dels nostres avantpassats. Així, Schleiermacher plantejà un cercle hermenèutic per poder interpretar els texts, en què postulà que la correcta interpretació ha de tenir una dimensió objectiva, relacionada amb la construcció del context de l'autor, i una altra de subjectiva i endevinatòria, que consisteix a traslladar-se al lloc de l'autor. Per a Schleiermacher, l'hermenèutica no és un saber teòric sinó pràctic, això és, la praxi o la tècnica de la bona interpretació d'un text parlat o escrit. Es tracta de la comprensió, que s'ha tornat des de fa molt temps un concepte fonamental i finalitat total de qualsevol qüestió hermenèutica. Schleiermacher defineix l'hermenèutica com la reconstrucció històrica i endevinatòria, objectiva i subjectiva, d'un discurs donat.

### Historicisme de Dilthey
Aquesta perspectiva influí en l'aparició de l'historicisme de Dilthey. Wilhelm Dilthey (1833-1911) creia que tota manifestació espiritual humana, i no sols els texts escrits, ha de ser compresa dins el context històric de la seva època. Si els esdeveniments de la natura han de ser explicats, els esdeveniments històrics, els valors i la cultura han de ser compresos. Segons Wilhelm Dilthey, aquests dos mètodes serien oposats entre si: explicació (pròpia de les ciències naturals) i comprensió (pròpia de les ciències de l'esperit o les ciències humanes):
| «                 | Aclarim per mitjà de processos intel·lectuals, però entenem per la comprensió de totes les forces sentimentals en l'aprehensió, per la immersió de les forces sentimentals en l'objecte. | » |
| — Wilhelm Dilthey | |   |

Wilhelm Dilthey fou el primer a formular la dualitat entre les ciències de la natura i les ciències de l'esperit, que es distingeixen respectivament per l'ús del mètode analític aclaridor, l'una, i l'ús d'un procediment de comprensió descriptiva, l'altra.
Comprensió i aprehensió d'un significat i sentit és allò que es presenta a la comprensió com a contingut. Només podem determinar la comprensió pel sentit i el sentit difícilment per la comprensió. Tota comprensió és aprehensió d'un sentit.
Per a Dilthey, tot coneixement de les ciències de l'esperit és una comprensió i un coneixement històric. Aquest coneixement és possible perquè la vida (l'objecte d'estudi de les ciències de l'esperit) genera estructures, ja siguin des d'una obra pictòrica a una de literària; llavors, concedeix a l'hermenèutica el paper de disciplina encarregada d'interpretar aquestes estructures, permetent el coneixement en les ciències de l'esperit.

### Martin Heidegger
Ja al segle xx, Martin Heidegger, en la seva anàlisi de la comprensió, afirma que, qualsevol que fos, presenta una estructura circular:
| «                  | Tota interpretació, per produir comprensió, ha de tenir ja comprès allò que vol interpretar | » |
| — Martin Heidegger |                                                                                             |   |

Heidegger introdueix nous camins en l'hermenèutica, en deixar de considerar-la únicament com un mode de comprensió de l'esperit d'altres èpoques i pensar-la com el mode fonamental de situar-se l'ésser humà en el món: existir és comprendre. Des de llavors, la seva hermenèutica de la facticitat esdevingué una filosofia que identifica la veritat amb una interpretació històricament situada (com Hans-Georg Gadamer). L'hermenèutica és considerada l'escola de pensament oposada al positivisme.

### Paul Ricoeur
Paul Ricoeur, en la seva obra Essais d'herméneutique, superà amb la seva aportació els dos corrents anteriors i proposà una hermenèutica de la distància: allò que fa que sorgeixi una interpretació és el fet que hi hagi una distància entre l'emissor i el receptor. D'aquesta hermenèutica, sorgeix una teoria el paradigma de la qual és el text, és a dir, tot discurs fixat per l'escriptura. Al mateix temps, aquest discurs pateix, una vegada emès, un desarrengament de la intenció de l'autor i cobra independència en relació amb ell. El text ara es troba deslligat de l'emissor i és una realitat metamorfosada en la qual el lector, en prendre l'obra, s'introdueix. Però, aquesta mateixa realitat metamorfosada proposa un jo, un Dasein, que cal que sigui extret pel lector en la tasca hermenèutica. Per a Ricoeur, interpretar és extreure el ser al món que es troba al text. D'aquesta manera, es proposa estudiar el problema de l'apropiació del text, és a dir, de l'aplicació del significat del text a la vida del lector. La reelaboració del text per part del lector és un dels eixos de la teoria de Paul Ricoeur.

### Mircea Eliade
Mircea Eliade, com un hermeneuta, entén la religió com "experiència del sagrat" i interpreta el sagrat en relació als profans. El filòsof romanès subratlla que la relació entre el sagrat i el profà no és d'oposició, sinó de complementarietat, després d'haver interpretat el profà com hierofania. L'hermenèutica del mite és una part de l'hermenèutica de la religió. El mite no s'ha d'interpretar com una il·lusió o una mentida, perquè hi ha veritat per descobrir l'interior del mite. El mite és vist per Mircea Eliade com "història sagrada". El filòsof romanès introdueix el concepte de "hermenèutica total".

### Mauricio Beuchot
La proposta d'hermenèutica analògica feta per Mauricio Beuchot sorgeix a partir del Congrés Nacional de Filosofia dut a terme a la ciutat de Cuernavaca (estat de Morelos, Mèxic, el 1993, sintetitzada en la seva obra Tratado de hermenéutica analógica (1997), influenciat pel filòsof argentí Enrique Dussel i l'anomenat mètode analèctic, per posteriorment reprendre idees de l'analogia en Peirce, Mauricio Beuchor, i proposà un projecte hermenèutic denominat hermenèutica analògica o també hermenèutica analogicoicònica.
L'hermenèutica analògica, basada en el concepte d'analogia, s'estructura com a intermèdia entre la univocitat i l'equivocitat. La univocitat tendeix a la identitat entre el significat i la seva aplicació, i és una idea positivista i forta que pretén objectivitat, com ara l'hermenèutica d'Emilio Betti; mentrestant, l'equivocitat és la diferència del significat i l'aplicació, i tendeix al relativisme i al subjectivisme, com la filosofia de Richard Rorty. L'hermenèutica analògica tracta d'evitar postures externes, obrint el marge de les interpretacions, jerarquitzant-les d'una manera ordenada, per tal que existeixi una interpretació que en sigui l'analogia principal i altres interpretacions que en siguin analogies secundàries. Així, es planteja com una postura moderada, que recupera la noció aristotèlica de la frònesi i pot plantejar-se com la interpretació de texts que permet una postura ni equivocista (allò que no és) ni univocista (allò que és), sinó prudent en un punt mitjà.

## Estructures bàsiques de la comprensió
- Estructura d'horitzó: el contingut singular i après en la totalitat d'un context de sentit, que és preaprès i coaprès.
- Estructura circular:[10] la comprensió es mou en una dialèctica entre la precompresió i la comprensió de la cosa; és un esdeveniment que progressa en forma d'espiral, en la mesura que un element en pressuposa un altre i, al mateix temps, fa com que va endavant.
- Estructura de diàleg: en el diàleg mantenim la nostra comprensió oberta per enriquir-la i corregir-la.
- Estructura de mediació: la mediació es presenta i es manifesta en tots els continguts, però s'interpreta com comprensió del nostre món i de la nostra història.

## Crítica científica de l'hermenèutica
Per a Mario Bunge, l'hermenèutica filosòfica s'oposa a l'estudi científic de la societat. En particular, menysprea l'estadística social i els models matemàtics. Donat que considera allò que és social com si fos espiritual, l'hermenèutica menysprea els factors ambientals, biològics i econòmics, al mateix temps que rebutja abordar els fets macrosocials, com la pobresa i la guerra. D'aquesta manera, l'hermenèutica constitueix un obstacle a la investigació de les veritats sobre la societat i, per tant, dels fonaments de les polítiques socials.